# Кинематограф Швеции
Кинематограф Швеции — отрасль культуры и экономики Швеции, занимающаяся производством и демонстрацией фильмов зрителям.

## Раннее кино
Шведская публика впервые познакомилась с кинематографом 28 июня 1896 года на промышленной выставке в Мальмё, когда за входную плату были показаны первые киносъёмки, сделанные немецким изобретателем Максом Складановским. Уже в 1897 году на выставке в Стокгольме были продемонстрированы и первые короткометражные съёмки собственно шведского производства. В последующие годы благодаря разъездным показам кинокартин интерес в Швеции к кино вырос, и в начале XX века постепенно здесь начинают возникать постоянные кинотеатры.
Швеция наряду с Данией стала одной из первых стран, в которой зародилась отечественная киноиндустрия (см. Кинематограф Дании). Старейшая из существующих в мире кинокомпаний Nordisk Film была основана в Копенгагене уже в 1906 году, а в 1907 году в Кристианстаде возникла Svenska Biografteatern (Svenska Bio). В эти годы активно работали режиссёры Виктор Шёстрём и Мауриц Стиллер, делая производство фильмов всё более профессиональным.

## Межвоенный период
Период окончания Первой мировой войны стал «золотым веком шведского немого кино». Многие фильмы снимались шведами по литературным произведениям. Так, например, в 1919 году Стиллер снял фильм «Деньги господина Арне» (Herr Arnes pengar) по роману Сельмы Лагерлёф, а два года спустя по её же произведению выпустил картину «Возница» (Körkarlen) Шёстрём.

В годы Первой мировой войны некоторую конкуренцию Svenska Bio составляла гётеборгская компания «Hasselbladfilm», на которой в 1915—1917 годах активно работал режиссёр Еорг аф Клеркер. Однако в 1919 году все крупные кинокомпании Швеции слились в Svensk Filmindustri (SF), во главе которой встал Чарльз Фредрик Магнуссон, руководивший до этого Svenska Bio. Впрочем, благополучие новой компании длилось недолго, поскольку в начале 1920-х годов Шёстрём, Стиллер и звезда шведского кино Грета Гарбо перебрались в Голливуд, а шведские фильмы утратили с окончанием войны свои лидирующие позиции на мировом рынке. Последовал финансовый и художественный кризис. Спасло шведский кинематограф появление в 1930-х годах звуковых фильмов, значительно увеличивших количество зрителей на отечественном кинорынке. В это время возникает Europafilm, специализировавшаяся на производстве комедий.

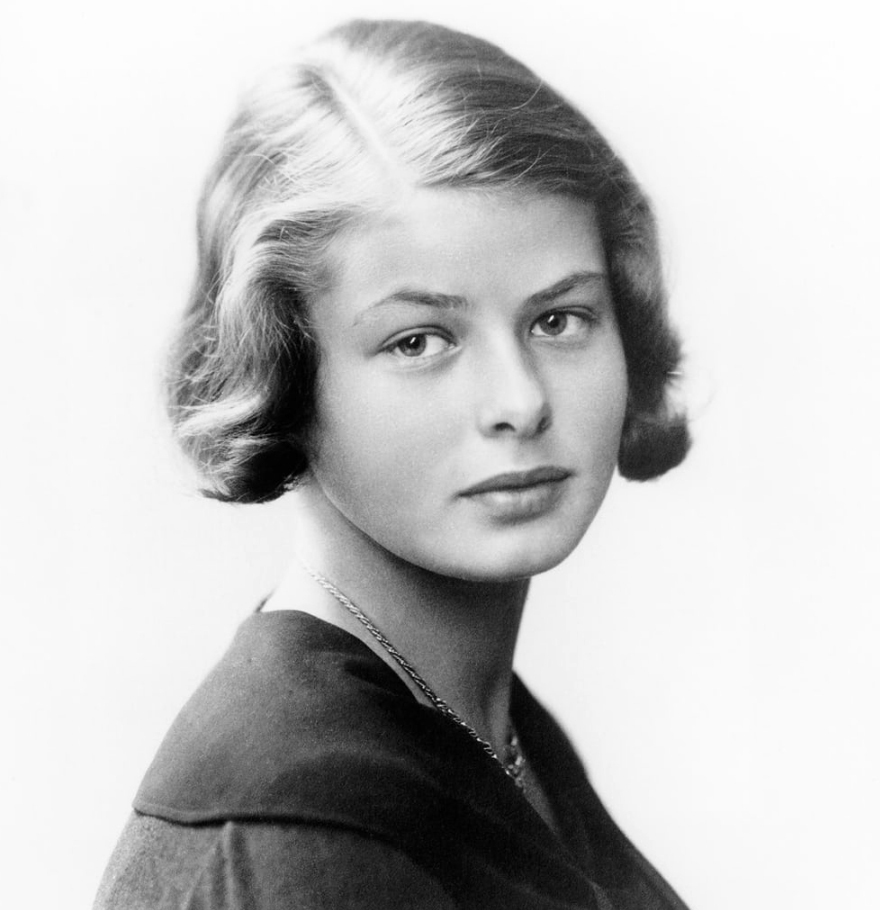
Ингрид Бергман

Такие актёры, как Фридольф Руди́н, Эдвард Перссон, Адольф Яр, Тур Мудеен, Эке Сёдерблум, Дагмар Эббесен и Сиккан Карлссон приносили компаниям значительный доход, однако в художественном плане картины 1930-х во многом были вульгарны и незатейливы, за что даже получили прозвище «пивных фильмов» (Pilsnerfilm). Наиболее известной из «пивных фильмов» стала картина Вейлера Хильдебранда «Отель „Парадиз“» (Pensionat Paradiset; 1937), которая послужила поводом для проведения протестного собрания в Стокгольмском концертном зале, организованного шведским Союзом писателей. На нём выступил кинокритик Карл Бьёркман, речь которого называлась «Шведский фильм — культура или культурная угроза?».
В этот период работал режиссёр Густав Муландер, в картинах которого впервые появилась будущая звезда мирового кино Ингрид Бергман.

## Во время Второй мировой войны
С началом Второй мировой войны в Швеции значительно увеличилось производство развлекательных фильмов, одновременно выросли художественные требования к их содержанию. В условиях идущей войны у режиссёров возник также интерес к национальным, социальным и религиозным сюжетам. В это время большой вклад в обновление шведского кинематографа внёс своими картинами «Божественная игра» (Himlaspelet; 1942) и «Травля» (1944) Альф Шёберг.

## После Второй мировой войны

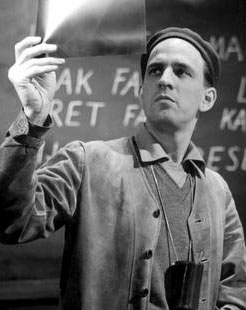
Ингмар Бергман во время съёмок «Земляничной поляны»

После поражения Германии сложившаяся конъюнктура оказалась не в пользу шведских фильмов, рассчитанных на массового зрителя, что парадоксальным образом сказалось на стремлении актёров проявить себя в искусстве. Четыре ведущие кинокомпании — SF, Europa Film, Sandrews и Nordisk Tonefilm — в последующее десятилетие предоставляли актёрам и ряду серьёзных режиссёров (Арне Суксдорффу, Нильсу Поппе, Эрику Фаустману и Арне Маттсону) значительную свободу действий. В это время Ханс Экман создал свои лучшие фильмы, в том числе «Девушку и гиацинты» (Flicka och hyacinter; 1950), а Альф Шёберг картиной «Фрёкен Юлия» (1951) вновь принёс всемирную славу шведскому кино. Одновременно быстро шла вверх кинокарьера Ингмара Бергмана, комедия которого «Улыбки летней ночи» получила приз и всеобщее внимание на Каннском фестивале 1956 года. Впоследствии Бергман стал признанным классиком мирового кинематографа, а его фильмы «Седьмая печать», «Земляничная поляна» (1957), «Молчание» (1963), «Персона» (1966), «Шёпоты и крики» (1973) оказали значительное влияние на многих режиссёров.
В конце 1950-х годов в шведском кино наступил кризис, что во многом было связано с появлением телевидения. Одновременно со снижением количества зрителей и закрытием кинотеатров (в эти годы их количество снизилось на 2/3) у кинокомпаний возникло нежелание идти на художественные риски. Настало время раскрепощённых в сексуальном плане картин. Шведская обнажённая натура оказалась неплохо продаваемой, и в течение 1960-х годов шведский кинематограф был известен за границей прежде всего по таким фильмам, как «Ангелы… а они существуют?» (Änglar, finns dom?; 1961), «Дорогой Йон» (Käre John; 1964), «Я любопытна — жёлтый» (Jag är nyfiken — gul; 1967) и «Язык любви (фильм)» (Kärlekens språk; 1969). В это же время у публики пользовались спросом экранизации детских произведений Астрид Линдгрен, осуществлённые Улле Хельбумом.
Художественную составляющую шведского кино спасла так называемая кинореформа 1963 года, сутью которой являлась финансовая поддержка государством производства высокохудожественных фильмов. Значительная роль в этом процессе отводилась новосозданному Шведскому киноинституту. Подобный подход вскоре принёс свои результаты и позволил дебютировать в кино таким молодым режиссёрам, как Вильгот Шёман, Бу Видерберг, Май Сеттерлинг, Ян Труэлль, Чель Греде и Рой Андерссон.

## Современное кино
В 1970—1980-х годах в Швеции продолжился спад посещаемости кинотеатров, одновременно происходило постепенное снижение эффекта от осуществлённой реформы. Продолжал оставаться популярным жанр комедии. В это время выходят такие картины, как «Приключения Пикассо» (Picassos äventyr; 1978), «Лейф» (Leif; 1987), «Чартерный рейс» (Sällskapsresan; 1980) и «Моя собачья жизнь» (1985). Тогда же в Швеции появилось несколько женщин-режиссёров: Марианна Арне, Мари-Луиза Экман и Сюзанна Остен. В остальном для этого периода была характерна растущая экономическая и художественная нестабильность. Несколько кинокомпаний разорилось. Видеобум 1980-х годов и последующее появление спутникового и кабельного телевидения сильно подорвали шведскую кинопромышленность. Вместе с тем всё больше развивалось сотрудничество между кино- и телекомпаниями.
В 1990-е годы создал себе имя Рикард Хуберт, снявший серию фильмов о семи смертных грехах («Glädjekällan», «Höst i paradiset», «Spring för livet» и др.). Тогда же начал свою кинокарьеру и Лукас Мудиссон, славу которому принёс фильм «Fucking Åmål», вышедший в российском кинопрокате под названием «Покажи мне любовь».
В 2000-е и 2010-е годы в Швеции стали популярны фильмы ужасов, слэшеры и триллеры, среди которых можно выделить фильмы «30 дней до рассвета» (2006), «Холодная кровь» (2011), «Дом, который построил Джек» (2018), «Антихрист» (2009) и «Солнцестояние» (2019).

## Киноиндустрия
Развитие кинематографа в Швеции носило свои особые черты, так как появившиеся здесь кинокомпании были вертикально интегрированными, то есть занимались одновременно как производством фильмов так и их прокатом и содержанием сети кинотеатров. Антитрестовское законодательство в США запрещало подобные предприятия, сдерживавшие развитие конкурентной среды, однако на маленьком шведском рынке в 1940—1950-е годы такая организация являлась основной предпосылкой для выживания кинокомпаний.
Период с начала 1940-х по начало 1980-х годов стал временем «трёх сестёр» — SF, Sandrews и Europa Film. В 1985 году оказавшаяся на гране банкротства Europa Film слилась с SF, которая таким образом приобрела контроль над более чем 60 % шведского кинорынка.
Во второй половине 1990-х годов был осуществлён ряд инвестиций в развитие региональной кинопродукции, в результате чего кинообъединение «Нурд» в Лулео и «Фильм и Вест» в Тролльхеттане стали значительными центрами по производству короткометражных, полнометражных и документальных фильмов. Это привело к тому, что на рубеже века Стокгольм утратил статус монопольного производителя кинопродукции. Важную роль в развитии шведской кинопромышленности сыграло участие Швеции с 1993 года в программе Европейской комиссии «Медиа», нацеленной на поддержку европейского киносектора.
Шведская киноиндустрия в течение 1990-х годов выпускала в среднем по 20 фильмов в год. В 1998 году в стране насчитывалось 1167 кинотеатров, валовый доход от продажи билетов составлял около 1 050 000 000 крон (из них 14,6 % было получено от показа шведских фильмов).

## Известные шведские киноактёры
См. Киноактёры Швеции и Киноактрисы Швеции